# Summertime Blues
Summertime Blues är en låt inspelad av Eddie Cochran och släppt som singel 1958. På singelns B-sida fanns Love Again.

## Om låten
Låten skrevs av Eddie Cochran och Jerry Capehart och var ursprungligen en B-sida till en annan singel. På grund av låtens popularitet fick den sin egen singel och är än idag än av Cochrans mest kända och uppskattade låtar. Under åren har det gjorts åtskilliga coverversioner av låten.
På tidskriften Rolling Stones lista 500 Greatest Songs of All Time ligger Summertime Blues med Eddie Cochran på plats 73.

## Rush version
Rockbandet Rush släppte sin cover på "Summertime Blues" som singel den 29 juni 2004 och den förekommer även på deras EP Feedback. Rush spelade låten live 84 gånger mellan 2004 och 2007.

## Andra Coverversioner
- The Beach Boys hyllade Cochran genom att tolka låten på deras debutalbum Surfin' Safari 1962. Det var Carl Wilson som sjöng låten.
- The Who framförde ofta Summertime Blues under konserter fram till 1976, exempelvis under Woodstockfestivalen 1969, men även under andra festivaler som Monterey Pop Festival.
- Blue Cheer spelade in låten 1967 och den kom med på deras album Vincebus Eruptum 1968.
- Olivia Newton-John tolkade låten på albumet Clearly Love år 1975.
- Eddie Meduza gjorde en version med svensk text på sin skiva Garagetaper.
- Brian Setzer framför låten i filmen La Bamba från 1987.
- Alan Jackson fick en stor hit med låten år 1994.
- Marc Bolan och hans grupp T. Rex har spelat in en version som finns på samlingsalbumet  Bolan Boogie.

## Listplaceringar
| Lista (1958) | Topplacering |
| ------------ | ------------ |
| Österrike    | 18           |

### Fotnoter
1. ↑  https://www.setlist.fm/stats/songs/eddie-cochran-4bd6af56.html?song=Summertime+Blues
2. ↑  ”Listplacering”. http://austriancharts.at/showitem.asp?interpret=Eddie+Cochran&titel=Summertime+Blues&cat=s. Läst 16 juni 2011.